# Iros
Iros (en grec antic: Ἶρος) va ser, segons la mitologia grega, un fill d'Àctor, rei d'Opunt, i pare dels argonautes Euridamant i Eurició, que de vegades és el fill d'Àctor.
Peleu, durant la cacera del senglar de Calidó, va matar accidentalment Eurició, el seu sogre, (Peleu s'havia casat amb la seva filla) i va oferir a Iros com a compensació, un determinat nombre d'ovelles i de bous, però Iros no els va acceptar. Un oracle va aconsellar a Peleu que deixés en llibertat els ramats, i un llop els va devorar. Per una intervenció dels déus, el llop es va convertir en pedra, i a la frontera entre la Lòcrida i la Fòcida els habitants la mostraven als estrangers.
A l'Odissea, amb el nom d'Iros, apareix un captaire amb el que Odisseu ha de lluitar per divertir als pretendents.